# Landhaus (Graz)
Il Landhaus è l'antico Palazzo della Dieta regionale della città austriaca di Graz, capoluogo della Stiria.
Sorge nella centralissime Herrengasse, la "Via dei Signori" e rappresenta un esempio di architettura rinascimentale dell'Europa centrale.
Oggi è sede della Dieta statale (Landtag) della Stiria.

## Storia

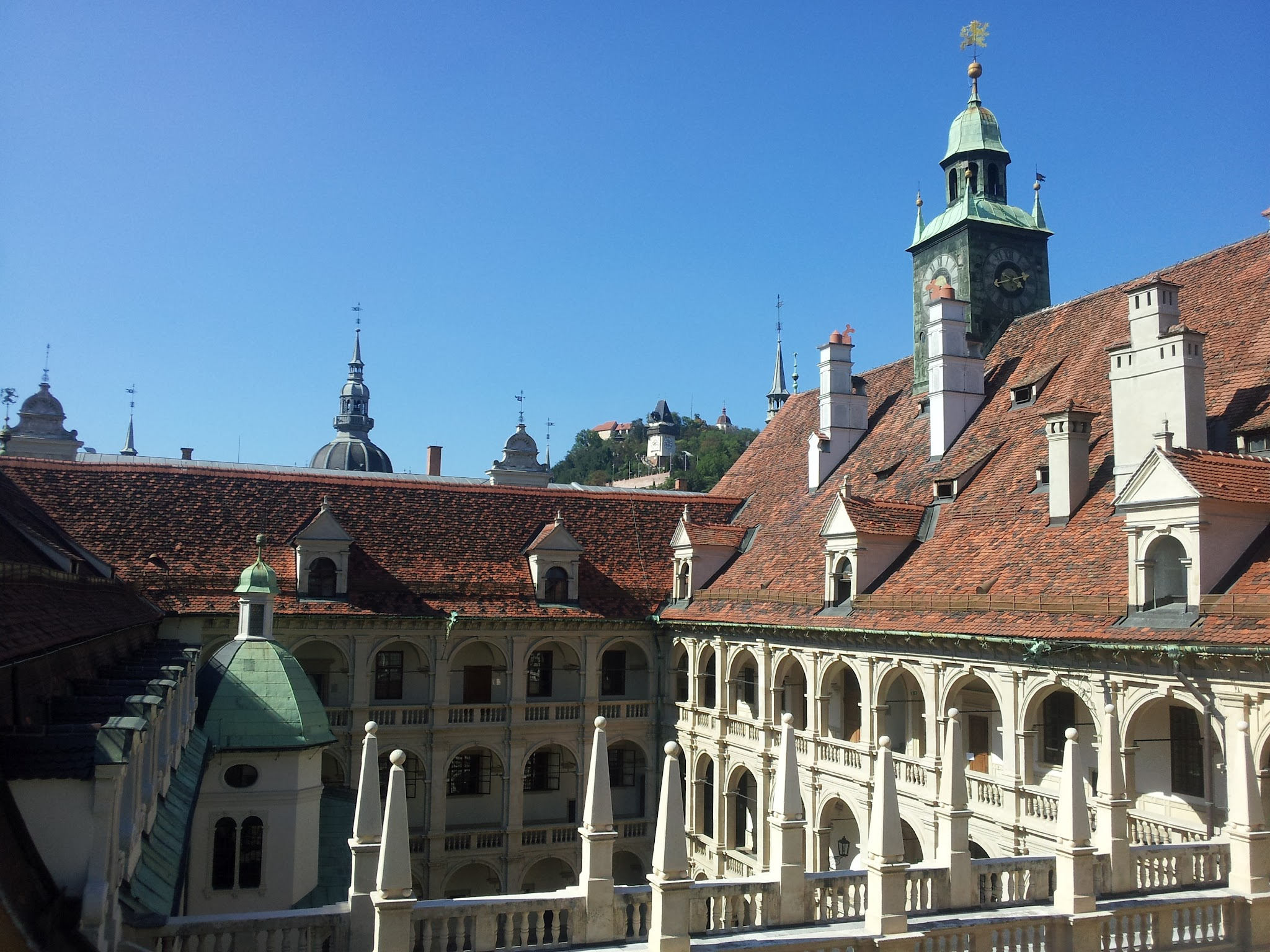
Veduta del Landhaus

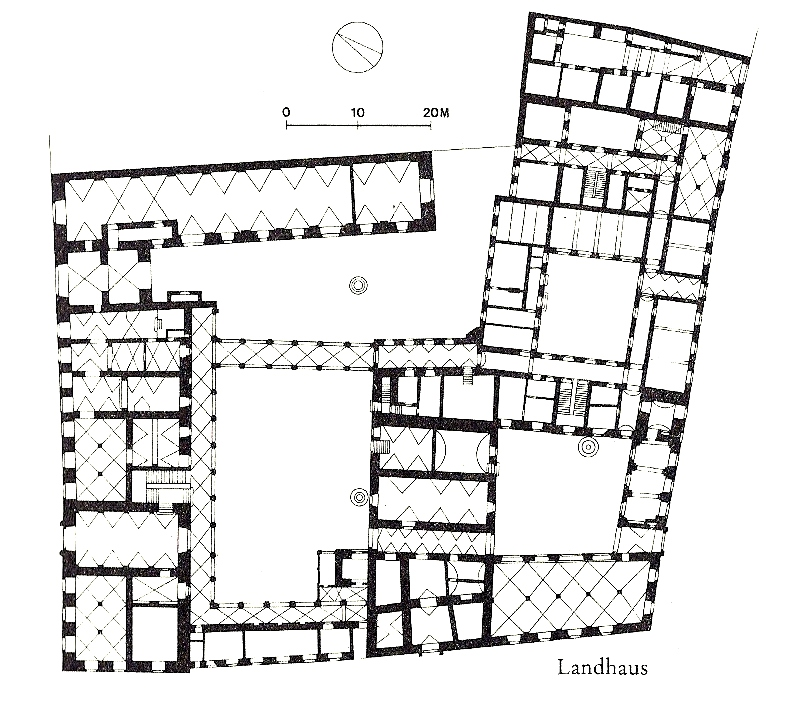
Pianta

Nel 1494 il Landstände del Ducato di Stiria (capo della Dieta regionale) aveva acquistato una casa all'angolo fra Bürgergasse (oggi Herrengasse) e Landhausgasse e vi aveva installato una Cancelleria e una cappella dedicata alla Madonna. Ben presto l'edificio divenne troppo piccolo e già all'inizio del XVI secolo si constatò che lo si doveva ingrandire. Così dal 1500 al 1510 si procedette alla ricostruzione. Si tratta dell'ala più antica, su Schmiedgasse, e fu il primo edificio rinascimentale della Stiria. Ma lo spazio non era ancora sufficiente, così nel 1519 si procedette all'acquisizione della cosiddetta Prueschinkh'sche Freihaus. Venne così costruito il tratto della sala dei Cavalieri, opera eretta fra il 1527 e il 1531 dagli architetti Balthasar, Hanns e Sebastian Walch. Con l'acquisto di nuovi lotti, fra cui quelli di dominio protestante, nel 1549 il Land della Stiria possedeva tutto un intero blocco su Herrengasse.
Allora, nel 1555, venne chiamato l'architetto militare italiano Domenico dell'Allio, già impiegato nella Fortezza di Graz, per riorganizzare, ristrutturare tutto il complesso del Landhaus, e farne un unico palazzo. Dell'Allio presentò il progetto e cominciò il cantiere nel 1557 dalla facciata a bifore su Herrengasse e proseguì col Grande Cortile fastosamente arredato da tre ordini di portici e logge, in uno squisito stile manierista dal sapore già barocco. Dopo la morte dell'architetto nel 1563, i lavori continuarono per mano dei suoi due capisquadra Benedetto della Porta e Pietro Taddei, che realizzarono il fronte su Landhausgasse. Il Grande cortile venne realizzato fra il 1581 e il 1585 da Antonio e Francesco Marmoro.
Verso la metà del XVII secolo, il tratto sinistro del Landhaus su Herrengasse, venne separato dall'edificio e adibito a Zeughaus, arsenale. 
Nel 1740 si procedette alla ristrutturazione del tetto.
A partire dal 1886 alcuni portici dei cortili vennero murati per volere del Governatore, il conte Gundaker von Wurmbrand, che iniziò anche il restauro della facciata, rimuovendo le griglie delle finestre del primo piano. Nel 1890-91 si costruì un nuovo tratto per ospitare altri uffici, con un passaggio a portici. Nel 1963 il complesso venne interamente restaurato.

## Architettura e descrizione

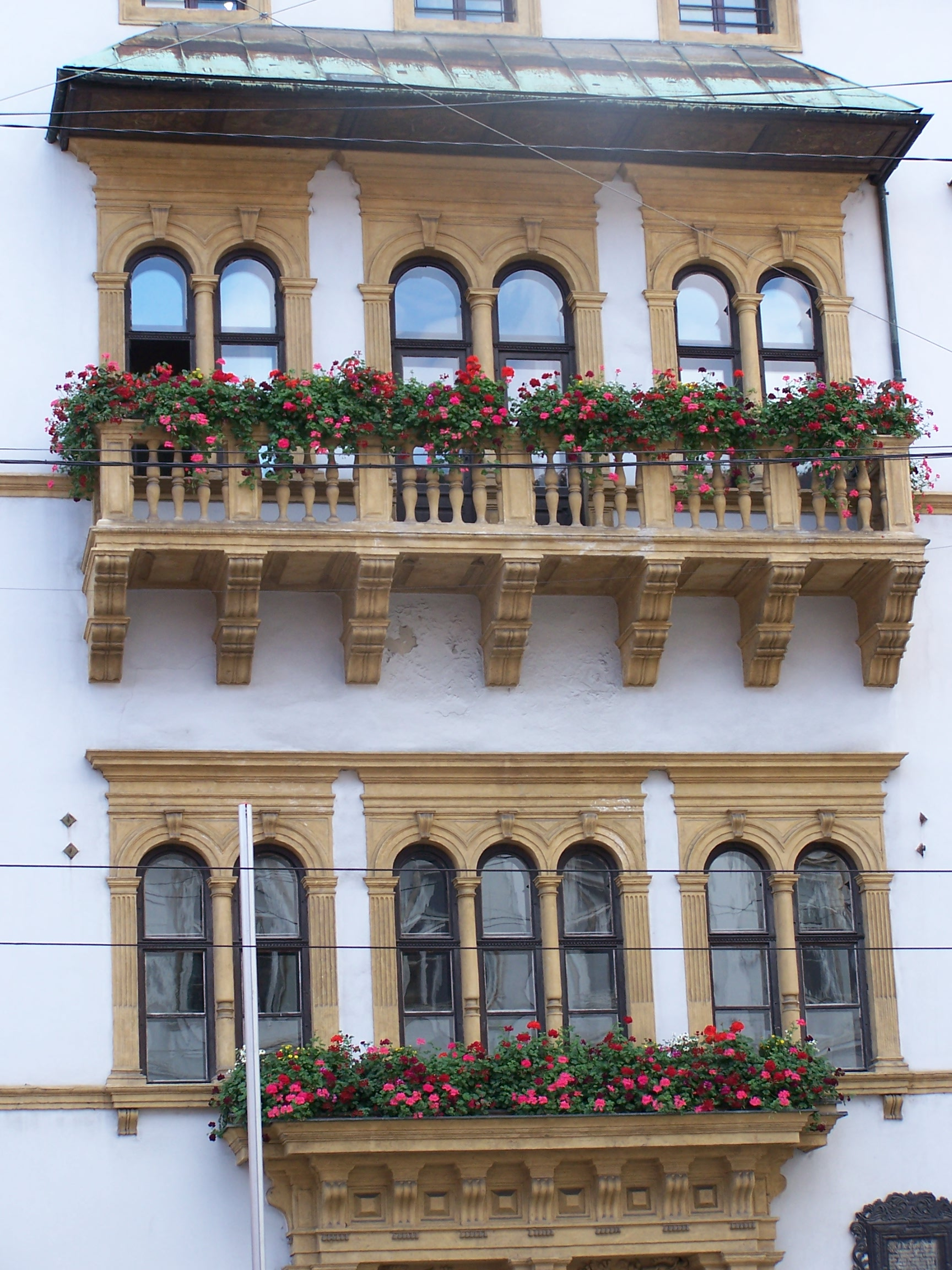
La parete finestrata di Dell'Allio

Il Landhaus di Graz è il più significativo esempio dell'architettura rinascimentale della Stiria. Il complesso è il risultato di diversi stili e di diversi architetti, che tuttavia ha conservato una certa uniformità stilistica, infatti tutte le aggiunte posteriori sono state integrate accuratamente al patrimonio edilizio preesistente. Il Landhaus racchiude tre cortili: il Großen Landhaushof (Grande cortile del Landhaus), Kleinen Landhaushof (Piccolo cortile del Landhaus) e lo Zeughaushof (Cortile dell'Arsenale, adiacente).

### Ala della Cancelleria
La parte più antica è la Cancelleria, il tratto posteriore che dà su Schmiedgasse, costruito nel 1500-1510. Ospita al pianterreno una sala a quattro campate con volte a stella, precedentemente progettato con portici. Nel 1889, gli archi in muratura vennero parzialmente riaperti. Al terzo piano sono due soffitti a stucchi del 1650-60, con lo stemma della Stiria, in seguito intonacati vennero riscoperti solo nel 1946-47.

### Ala della sala dei Cavalieri
Il tratto con pianta a "L", all'angolo di Schmiedgasse con Landhausgasse, venne costruito fra il 1527 e il 1531 e accoglie la grande Rittersaal, la sala dei Cavalieri, alta ben tre piani, e ancora aumentata nel XVII secolo.
Quest'ala presenta una facciata neo-rinascimentale ispirata a quella di Dell'Allio sul fronte principale. Vi si aprono due portali, uno sul fronte occidentale, in pietra, con arco di transizione dal gotico al rinascimento è opera di Hanns Walch (o Hans Schwertigauer da Steyr) del 1531; l'altro sulla parte settentrionale, del 1890 con gli stemmi delle città di Graz, Leoben, Bruck an der Mur, Marburg an der Drau, Cilli, Pettau, Bad Radkersburg e Fürstenfeld, sormontati dall'aquila bicipite asburgica.
All'interno si trovano una sala al piano terra su massicci pilastri che reggono volte a crociera, concepita per essere aperta sul cortile con portici; e al primo piano la sala dei Cavalieri, precedentemente decorata nel 1651-52 da Stefan Rez, con stemmi, venne riprospettata nel 1744-45 da Josef Hueber. La fastosa decorazione a stucchi, con nicchie, medaglioni, cartigli, fogliami raffiguranti i Segni zodiacali e i Quattro elementi, vennero eseguiti da Pietro Angelo Formentini nel 1746. I due arazzi con i Possedimenti dei principi di Eggenberg e stemma, sono del secondo Settecento.

### Ala principale e Grande cortile

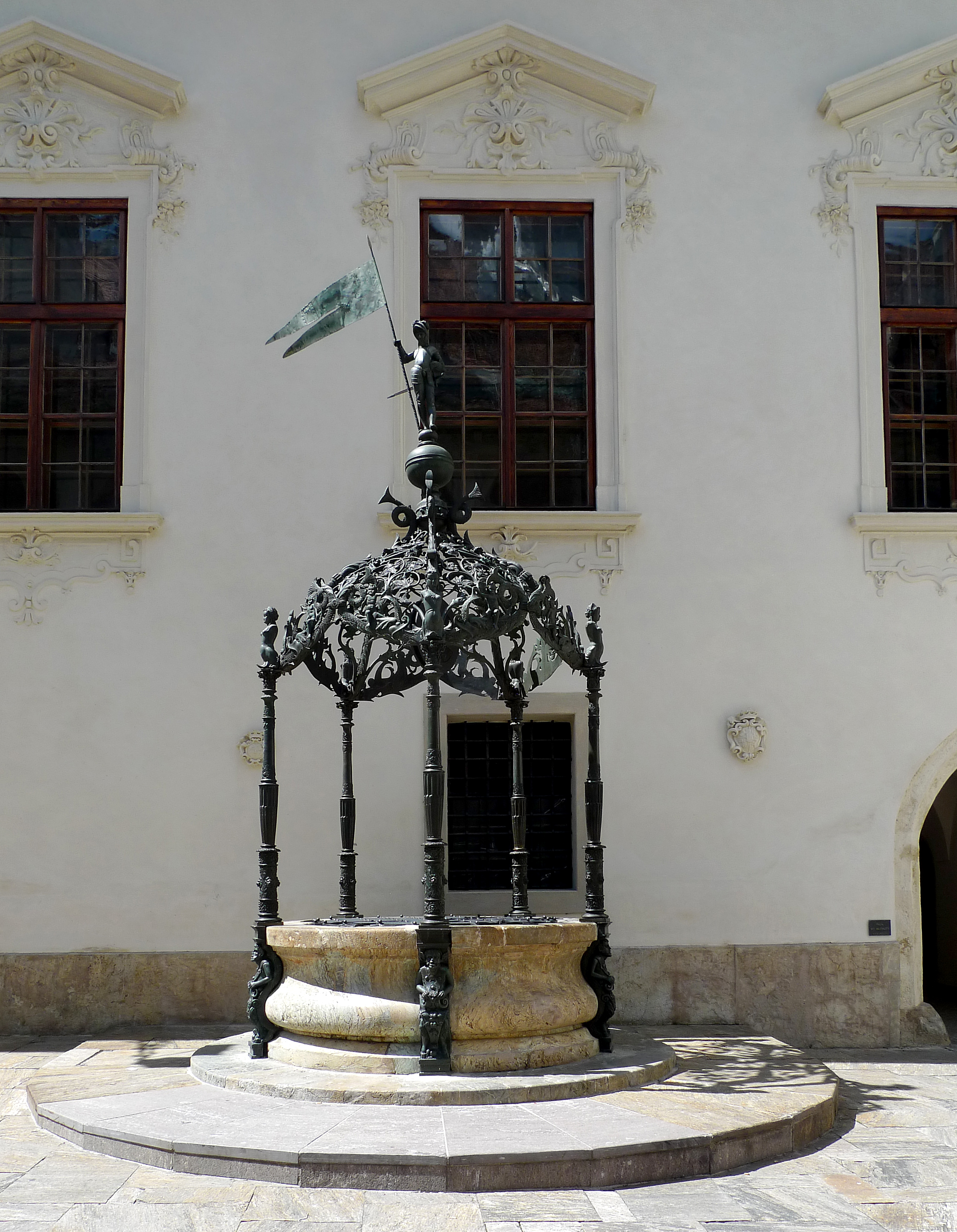
Il pozzo del 1590

Il tratto principale del Landhaus, su Herrengasse, fu costruito nel 1557-65 sui progetti di Domenico dell'Allio. Caratteristica del disegno della facciata di Dell'Allio è la parete finestrata con balcone a balaustre, che si trovava al centro. A seguito dell'ampliamento dell'edificio nel 1581-85, ad opera dei fratelli Marmoro, il fronte perse l'originaria simmetria. Sopra il portale principale, infatti, vi è un balcone a balaustra, poggiante su mensoloni di pietra. Due ordini di tre finestre doppie si aprono al di sopra, chiuse da una tettoia in rame.
Il portale di sinistra, ad arco in pietra, reca ai suini lati le cosiddette Rumortafel del 1588, tavole dalle ricchi cornici di rame ove iscrizioni gotiche vietavano qualsiasi schiamazzo, colpi di spada, di pugnale e di coltello, azzuffarsi e picchiarsi, pena punizioni molto severe. Sopra al portale è un fregio con due pantere, emblema di Graz. Attraverso il portale si accede al Großen Landhaushof, il Grande cortile, a tre ordini di portici e logge costituiti da grandi arcate sorrette da pilastri con lesene tuscaniche, balaustre e gallerie a volte a crociera. I bei doccioni a forma di testa di drago, sono stati realizzati in rame nel 1561 da Michael Pölzl.
I tetti spioventi e i camini sono originali e in cima svetta la torretta rivestita in rame, eseguita nel 1561 da Valentin Wildauer su modello di Francesco Marmoro.
Nel Grande cortile si conserva un superbo pozzo con copertura a edicola, realizzato nel 1590 dagli scultori Jeremias Franck von Thoman Auer e Marx Wening. L'edicola, di stile manierista, rappresenta una delle più importanti opere dell'arte fusoria del bronzo a nord delle Alpi. Si compone di un basamento cilindrico dove s'innestano quattro colonne poggianti su quattro satiri e terminanti in quattro Ninfe. Il gazebo è coronato dalla figura di un guerriero.

### La cappella dell'Assunta

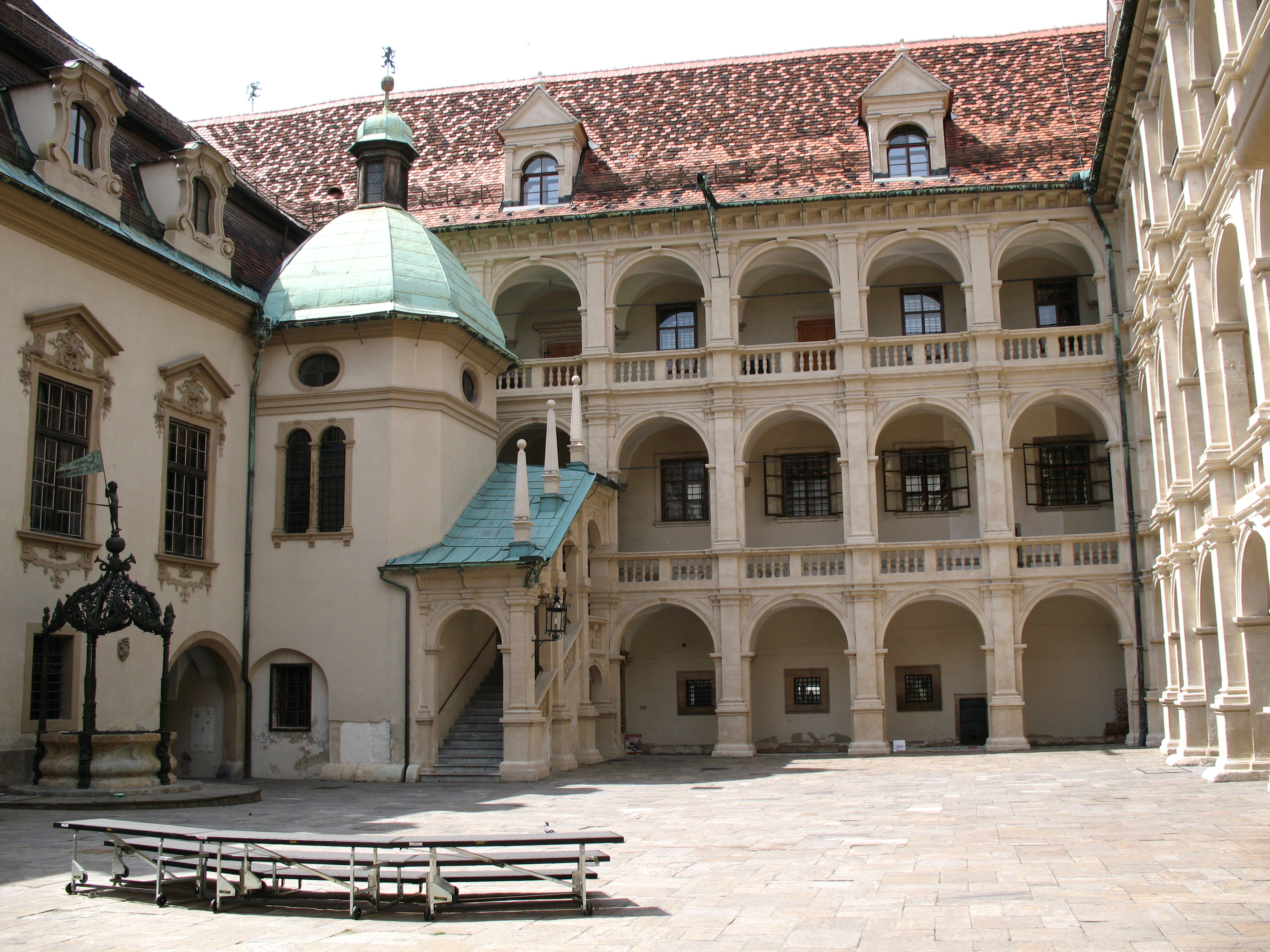
Il Grande cortile con la cappella dell'Assunta

L'edificio religioso si trova nell'angolo nord-ovest del Grande cortile. Venne costruita nel 1630-31 su progetto di Bartolomeo di Bosio al posto di una torre scalare demolita nel 1586. La cappella, consacrata nel 1631 all'Assunta, sanciva definitivamente l'espulsione dei nobili protestanti del Ducato di Stiria.
Ha pianta rettangolare con angoli smussati e lungo i lati settentrionale e orientale corre una scalinata a balaustre. Il portale, in pietra, ad arco con obelisco si deve a Giovanni Mamolo. Il tetto della scala e la cupola con lanterna in rame è attribuita a Georg Grissler.
All'interno si conserva l'Altare maggiore del 1630 opera di Georg Gruesser, la pala dell'Assunzione, coeva, è di Hans Heinz.